# Kosinjska tiskara
Kosinjska tiskara najstarija je tiskara u Hrvatskoj i na slavenskom jugu koja se nalazila u gradu Kosinju (srednjovjekovni burg), na području današnjeg zaseoka Kosinjski Ribnik, na arheološkom i povijesnom lokalitetu u području Kosinjskog Bakovca, u blizini sela Gornjeg Kosinja. 

## Povijest
Dvadeset i osam godina nakon što je u Njemačkoj izumljen tiskarski stroj osnovao je u gradu Kosinju Anž (Ivan) VIII. Frankapan Brinjski prvu hrvatsku tiskaru. U njoj je 22. veljače 1483. godine dovršeno tiskanje Misala po zakonu rimskoga dvora, prve tiskane knjige na glagoljici i hrvatskom jeziku, odnosno hrvatskoj redakciji staroslavenskog jezika. Prvi hrvatski tiskar koji je radio na dotiskivanju Misala po zakonu rimskoga dvora bio je rođeni Kosinjanin, Ambroz Kacitić od plemena Kolunića, o čemu je ostavio svoj potpis i druge informacije u svim slijepim otiscima koji dolaze u hrvatskom Prvotisku.
U Kosinjskoj tiskari tiskan je 1490. godine i Brevijar po zakonu rimskoga dvora, ili Kosinjski brevijar, druga najstarija glagoljska tiskana knjiga na hrvatskom crkvenoslavenskom jeziku. Jedan nepotpun papirnati primjerak te knjige čuva se u knjižnici Marciani u Veneciji, a drugi pergamentni ulomak kalendara čuva se u Vatikanskoj knjižnici.
Zvonimir Kulundžić zaslužan je za prvotno postavljanje teze da je u Kosinju postojala tiskara u kojoj su se otiskivale hrvatske inkunabule, misali i brevijari. Ivan Mance u novije vrijeme detaljno je obradio sve aktualne teze o prvoj hrvatskoj tiskari i utemeljio grad Kosinj kao najizgledniji lokalitet prve hrvatske tiskare. Helmut Presser, voditelj Gutenbergovog muzeja u Mainzu, izrađuje sa svojim suradnicima 1962. godine Svjetsku kartu širenja tiskarske umjetnosti i na nju postavlja Kosinj s godinom 1483. Kosinj dolazi na čak 225 povijesnih karti od prvog prikaza na kartama do kraja 19. stoljeća. Ne postoji grad ili mjesto u Hrvatskoj koje je prikazano na tako velikom broju povijesnih karti.

## Vanjske poveznice
- Nacionalna i sveučilišna knjižnica u Zagrebu: Misal po zakonu rimskoga dvora
- Glagoljica.hr: Misal po zakonu rimskoga dvora
- Digital Vatican Library: Missale Romanum Glagoliticum, Inc. II. 733